# Łanięta
Łanięta è un comune rurale polacco del distretto di Kutno, nel voivodato di Łódź.
Ricopre una superficie di 54,76 km² e nel 2004 contava 2 684 abitanti.